# Pielavesi
Pielavesi è un comune finlandese di 4140 abitanti, situato nella regione del Savo Settentrionale.
Il paese è ricordato per aver dato i natali al Presidente finlandese Urho Kekkonen.